# 西班牙外交及合作部
西班牙外交与合作部（西班牙語：Ministerio de Asuntos Exteriores y de Cooperación），为西班牙政府的外交部门，负责西班牙的外交事务。现任外交与合作部大臣为西班牙工人社会党的何塞·博雷利·丰特列斯，2018年6月上任。